# Termoluminescència
Es coneix per  termoluminescència  a tota emissió de llum, independent d'aquella provocada per la incandescència, que emet un sòlid aïllant o semiconductor quan és escalfat. Es tracta de l'emissió d'una energia prèviament absorbida com a resultat d'un estímul tèrmic. Aquesta propietat física, present en molts minerals, és utilitzada com tècnica de datació.
En general, els principis que governen la termoluminescència són essencialment els mateixos d'aquells responsables de tots els processos luminescents i, d'aquesta manera, la termoluminescència és un dels processos que componen el fenomen de la luminescència.

## Història del fenomen
Si bé el primer esment clar va ser fet per Albert Magne (1200-1280) en descriure la llum emesa per un diamant escalfat, el primer treball reconegut científicament en què es descriu un procés termoluminescent va ser realitzat per Robert Boyle el 1663 per al  Register of the Royal Society  de Londres, en el qual descriu l'estranya emissió de llum provinent d'un diamant que havia portat amb si al llit. Escalfant posteriorment mitjançant altres mètodes més convencionals, per fricció o truca, va observar que el fenomen es repetia.
Al segle xviii es van donar diferents explicacions més o menys afortunades, descobrint que la termoluminescència es reactivava per exposició a la llum. Es començava a pensar que la calor estimulava l'emissió, però no que en fos la causa. Al llarg del segle xix, amb el descobriment dels raigs X, es va observar que aquesta radiació generava termoluminescència en certs minerals com les fluorites.
Marie Curie, en la seva tesi doctoral de 1904, diu: "certs cossos, com ara la fluorita, es tornen lluminosos en ser escalfats: són termoluminescents. La seva lluminositat desapareix després d'un temps, però la seva capacitat d'emissió, esborrada per la calor, es renova per mitjà d'una espurna i també per l'acció de la radiació. "

## Fonament teòric
La termoluminescència era ja un fenomen experimentalment controlat, però el fonament teòric del procés no es va desenvolupar fins a l'adveniment de la mecànica quàntica, la qual va establir la concepció teòrica moderna.

## Datació arqueològica per termoluminescència
La tècnica arqueològica de datar quars s'anomena datació per termoluminescència. La radiació de la terra des de l'espai (els raigs còsmics) produeix canvis en l'estructura cristal·lina del quars que s'acumula amb el temps. Quan s'escalfa acuradament el quars, l'estructura cristal·lina torna a la normalitat, però quan ho fa, emet llum. Com més temps han estat radiats, més llum emeten els grans de quars. En mesurar les longituds d'ona, i comparar-les amb elements prèviament datats, es pot obtenir el temps que ha estat exposat a la intempèrie el quars, un dels elements més comuns de l'escorça terrestre.